# René Le Forestier
René Le Forestier, né le 22 janvier 1868 et mort le 8 novembre 1951, est un essayiste français spécialisé dans l'étude des rapports entre la franc-maçonnerie et l'occultisme, en France, mais aussi en Allemagne (notamment avec les « Illuminés de Bavière »).

## Biographie
René Le Forestier tout en ne faisant jamais partie de la franc-maçonnerie est un connaisseur reconnu a son époque sur des sujets relevant de la maçonnologie et de l'occultisme. Il s'intéresse à divers thèmes et rédige une thèse sur  Les Illuminées de Bavière et la franc-maçonnerie allemande. Il attire par ses travaux l'attention des chercheurs sur la Stricte Observance templière. En 1915, il publie une réédition de Les plus secrets mystères de la franc-maçonnerie dévoilée et L'occultisme et la franc-maçonnerie écossaise. En 1928, il publie La franc-maçonnerie occultiste au XVIIIe siècle et L'Ordre des élus Cohens. Un dernier ouvrage est édité à titre posthume en 1970, La franc-maçonnerie templière et occultiste.

## Publications
- Les plus secrets Mystères des Hauts Grades de la Maçonnerie dévoilés. 1774. Réimpression avec une introduction, des notes et un appendice. Paris, Dorbon-Aîné, 1914. Réimpression: Milan, Archè, 2011 (182 p.).
- L'Occultisme et la franc-maçonnerie écossaise. Paris, Librairie académique Perrin et Cie, 1928 (xvi + 320 p.).
- La Franc-Maçonnerie Templière et Occultiste (1929). 3e éd. Milan, Archè, 2003, 1120 p.  (ISBN 978-8872522455) texte édité et préfacé par Antoine Faivre, introduit par Alec Mellor
- Les Illuminés de Bavière et la Franc-Maçonnerie Allemande (1915, 729 p.), L'Arche (éditeur), (4 novembre 2001), 730 p.  (ISBN 978-8872522332)[3]
- La Franc-maçonnerie occultiste au XVIIIe siècle: & l'ordre des Élus Coens.
  - Paris, Dorbon-Ainé (1928)
  - Paris, La Table d'Émeraude (14 juin 1987), 576 p.  (ISBN 978-2903965129)
- Église gnostique et occultisme, L'Arche (1er septembre 1991),  (ISBN 978-8872520925)
- Occultisme et franc-maçonnerie, L'Arche (1er septembre 1991),  (ISBN 978-8872520932)
- Maçonnerie Féminine et Loges Académiques, L'Arche (1er janvier 1979),  (ISBN 978-8872520734)[4]
- L'Occultisme en France aux XIXe et XXe siècles. L'Église gnostique. Milan, Archè, 1990. Texte édité par Antoine Faivre, avec une ample anthologie de textes néo-gnostiques de Jules Doinel, L. Fabre des Essarts, L. S. Fugairon, Paul Sédir, René Guénon, M. Chauvel de Chauvigny, et une étude complémentaire de E. Mazzolari.

## voir aussi